# Britanski imperij
Britanski imperij je poimenovanje za politično in ekonomsko skupnost kolonialnih držav in ozemelj pod vlado angleške, nato britanske, kraljevine. Sestavljali so ga Združeno kraljestvo ter kolonije, dominioni, protektorati in druga ozemlja pod nadzorom. V času največjega obsega je bil Britanski imperij največji imperij v zgodovini; leta 1920 je združeval 23% takratnega svetovnega prebivalstva  in 24 % svetovne kopne površine. Tudi zanj je veljalo geslo Španskega imperija, da v imperiju »sonce nikdar ne zaide«, saj je vedno sijalo vsaj v eni izmed kolonij. Trajal je od leta 1607 do leta 1997.

## Vrste odvisnih ozemelj
Administracija odvisnih ozemelj Britanskega imperija, ki jih uvrščamo v splošni izraz kolonije, je bila zelo zapletena in raznolika zaradi neenotne sestave priključenih teritorijev. Še danes potekajo razprave o številu in lastnostih raznih načinov uprave, saj so bile nekatere kolonije tako edinstvene, da bi jih težko vključili v neki standard. Razen tega je treba tudi upoštevati, da se je status priključenih ozemelj spreminjal v teku časa. V grobih obrisih se dajo britanske kolonije razdeliti v štiri skupine: kronske kolonije, dominioni, pogodbene kolonije, Indija.

### Kronske kolonije
Kronske kolonije (crown colony) so bila prekomorska ozemlja Anglije oz. Velike Britanije, ki niso mogla voliti predstavnikov v britanski parlament. Glede na samostojnost so se kronske kolonije delile na tri skupine:
- kolonije z vlado, ki sta jo sestavljali večina članov, ki jih je imenoval kralj, in manjšina, ki jo je izvolilo domače prebivalstvo, na primer Jamajka, Šrilanka, Bermudi;
- kolonije z vlado, čigar člane je imenoval samo kralj, vendar so nekateri od teh predstavljali domače prebivalstvo, na primer Grenada, Sierra Leone, Hongkong;
- kolonije, ki jih je upravljal kraljevi guverner brez sodelovanja domačega prebivalstva, na primer Gibraltar in Singapur.

Poimenovanje kronske kolonije se je uporabljalo do leta 1981, ko so se po zakonu preimenovale v odvisna ozemlja (dependent territories). Po letu 2002 so postale prekomorska britanska ozemlja (British Overseas Territories - BOT).

### Dominioni
Dominion (dominion) je sprva bilo nekakšno privilegirano poimenovanje za kolonijo Virginijo za njeno zvestobo kraljevini (1651), vendar ji to ni prineslo nikake avtonomije. Pozneje se je to poimenovanje uporabljalo za kolonije, ki so postopoma dosegle priznanje "razsodne vlade" (responsible government), nato samostojnost v notranji politiki in po letu 1945 popolno avtonomijo. Dominioni so po tem postali neodvisni člani Skupnosti narodov (Commonwealtha), na primer Kanada, Avstralija, Južna Afrika.

### Pogodbene kolonije
Pogodbene kolonije (charter colony) so bila ozemlja, ki jih je vezala na Anglijo oz. Veliko Britanijo pogodba o sodelovanju (charter). Ustvarjene so bile s pisnimi pogodbami med britansko vlado in privatniki (proprietary colony) ali med britansko vlado in privilegiranimi trgovskimi družbami (chartered colony). Podeljevale so koristnikom dejansko neomejeno oblast ob formalnem spoštovanju odvisnosti od kralja. Pogodbe s privatniki so bile v glavnem vladne koncesije ali kraljeva darila sorodnikom in ustanovam. Kot privatne pogodbene kolonije so nastale na primer severnoameriške kolonije, ki so po osamosvojitvi postale Združene države Amerike.
Pomembnejše so bile pogodbene kolonije, ki jih je vlada dodelila privilegiranim trgovskim družbam: pogodbe so določale teritorialne meje in obveznosti, ki so jih morale trgovske družbe spoštovati pri poslovanju, kar jim je podeljevalo dejansko neomejeno oblast pod državnim pokroviteljstvom. Glavna britanska privilegirana družba je bila Britanska vzhodnoindijska družba.

### Indija
Posebej se obravnava največja in najpomembnejša britanska kolonija Indija, ki je prišla pod nadzor Britanske vzhodnoindijske družbe v prvi polovici 19. stoletja. Prebivalstvo se je leta 1857 uprlo evropskim hegemonističnim načrtom (prva indijska vojna za neodvisnost), vendar neuspešno, zato je celotna Indija prešla pod britansko nadoblast: del Indije je bil pod neposredno upravo Velike  Britanije pod imenom Britanska Indija (British India), ostalo so upravljale lokalne oblasti pod nadzorstvom Britancev (princely states); vse skupaj se je formalno imenovalo British Ray ali Indijski imperij (Indian Empire), ker je bila dejansko Indija s povezanimi ozemlji pravi imperij pod nadzorstvom Britanskega imperija. To stanje je trajalo do leta 1947, ko se je ozemlje razdelilo na Indijski dominion in Pakistanski dominion, neodvisni državi v sklopu Skupnosti narodov. Republika Indija je nastala leta 1950 z izdajo samostojne ustave. Pakistan se je leta 1956 proglasil za Islamsko republiko.

### Druga odvisna ozemlja
Podobna kolonijam so še ozemlja imenovana protektorati (protectorate); od kolonij se razlikujejo, v kolikor je interna administracija popolnoma prepuščena lokalnim oblastem, ki so še pred prihodom Britancev uspešno upravljale državo, na primer Swaziland ("indirect rule").
Po prvi svetovni vojni so bili ustvarjeni še mandati (mandate), nekdanje ne-britanske kolonije, ki jih je Velika Britanija upravljala v imenu Društva narodov. Pozneje so večinoma prešli pod neposredno upravo Združenih narodov in/ali so dosegli neodvisnost (Kamerun, Somalija).

## Zgodovina
Britanski imperij se je pričel z osvajanjem prekomorskih ozemelj v času evropske dobe odkritij, to je v čas globalnih pomorskih odprav Španije in Portugalske v poznem 15. stoletju. Po njunem zgledu je tudi Anglija skušala pridobiti ameriška ozemlja, vendar Cabotovemu odkritju Nove Fundlandije 1497. ni sledila takojšnja kolonizacija. Prvi koloniji sta bili vzpostavljene šele v zadnjih dveh desetletjih 16. stoletja (St. John's na Novi Fundlandiji 1583. in Roanoke na obali današnje Severne Karoline 1587.), a sta zaradi nezadostne povezave z Evropo propadli in koloni so se verjetno asimilirali z domačini.

### Prvo obdobje
Imperij se je začel izoblikovati z intenzivno kolonizacijo severne Amerike in predvsem z nastankom privatnih organizacij, ki so z nadzorom britanskega prekomorskega trgovanja prevzele tudi upravljanje kolonij. Konec 16. stoletja je Anglija pričela boj proti nizozemski in portugalski prevladi nad trgovino z Azijo. Po sklenitvi zavezništva med Anglijo in Nizozemsko sta si ti dve državi razdelili trgovino v Aziji. Glavno vlogo je imela pri tem Britanska vzhodnoindijska družba, ki je imela v lasti obsežna ozemlja južne in vzhodne Azije. Sredi 17. stoletja je Anglija vzpostavila tudi prve naselbine na zahodni obali Afrike. Po mnenju nekaterih zgodovinarjev naj bi to obdobje predstavljalo Prvi britanski imperij, ki je trajal do leta 1783, ko je bila priznana osamosvojitev prvih kolonij na ameriških tleh.
V letih 1695 do 1698 je po zgledu drugih držav tudi takrat samostojna Škotska skušala vzpostaviti kolonije v Panami. Ti poskusi so zaradi bolezni in španskih vpadov propadli, Škotska pa je utrpela precejšnjo izgubo kapitala in se kasneje združila z Anglijo v Združeno kraljestvo.
Tako okrepljeno združeno kraljestvo je v 18. stoletju sodelovalo v vojni za nasledstvo na španskem prestolu, ki se je zaključila s podpisom Pariške mirovne pogodbe (1783). S tem so Britanci pridobili od Španije Gibraltar, Minorko in asiento za trgovino s sužnji, od Francije pa mnoga francoska ozemlja v Severni Ameriki. Utrpeli so pa tudi precejšnje izgube: trinajst severnoameriških kolonij je osnovalo ZDA in ozemlje med Aligeni in Misisipijem je postalo obmejni pas med ZDA in španskimi posestvi; po Misisipiju so smele pluti britanske in ameriške ladje. Britanci so odstopili Franciji otok Tobago in vojaške postojanke v Senegalu; Španiji in Nizozemski so povrnili Florido in ostale kolonije, ki so jima prej pripadale.

### Drugo obdobje
Po izgubi trinajstih kolonij v Severni Ameriki je Adam Smith objavil tezo, da je merkantilizem zastaran način trgovanja, ki ga je treba nadomestiti s politiko proste trgovine. Po tej teoriji naj bi bila kolonizacija nepotrebna, saj bi jo zelo ugodno zamenjala trgovina brez carinskih dajatev s prekomorskimi deželami. V očeh konservativnih britanskih politikov in ekonomistov je ta teza odzvenela kot »kislo grozdje« Ezopove basni in sploh ni bila vzeta v poštev. Kljub porastu trgovanja z bivšimi ameriškimi kolonijami po njihovi osamosvojitvi, je Velika Britanija nadaljevala kolonialno osvajanje na drugi strani sveta. Zaradi izgube trinajstih ameriških kolonij se je britanski imperij začel širiti na pacifiško območje. Ko je James Cook leta 1770 dosegel Avstralijo, so Britanci tja začeli naseljevati kaznjence, ki so sčasoma oblikovali novo kolonijo. Obenem so priseljenci začeli naseljevati tudi Novo Zelandijo, ravno tako so bile vzpostavljene kolonije v Afriki. To obdobje se obravnava kot Drugi britanski imperij. Predvsem na račun industrijske revolucije je prišlo v začetku 19. stoletja tudi do odprave trgovine s sužnji.
Po več vojnah s Francijo, Nizozemsko in Španijo na koncu 18. in v začetku 19. stoletja je Britanski imperij, predvsem po zaslugi svoje mornarice, brez večjih pretresov ohranil prominenten položaj v svetovni politiki do začetka 1. svetovne vojne. Razni zgodovinarji obravnavajo Drugi britanski imperij, to je dobo pomorske hegemonije Britancev skozi vse 19. stoletje, kot dobo miru in napredka (pax britannica), vendar današnje razumevanje zgodovine ne more mimo dejstva, da so bili v tem obdobju miru podjarmljeni Indija, velik del Afrike in tudi druga ozemlja širom sveta. V jugovzhodni Aziji in južni Ameriki sta pax britannica in njen nadzor gospodarstva prinesla določeno emancipacijo prebivalstva, vendar tudi njegovo politično vzgojo. Doba britanskega miru pa ni v nobeno od kolonij prinesla ekonomske blaginje.

### Svetovne vojne
V začetku 20. stoletja so ZDA postale pomemben ekonomski tekmec Britancev, medtem ko se je v Evropi zoperstavila britanski gospodarski hegemoniji Nemčija, kar je v kratkem sprožilo tudi vojaško nasprotovanje, v katero se pa ZDA niso vključile. V letih 1904 - 1907 so Združeno kraljestvo, Francija in Rusija sklenile vojaško zvezo (antanto) proti zvezi centralnih sil, to je Nemčije in Avstro-Ogrske iz leta 1879. To je na koncu privedlo do prve svetovne vojne. Na izid vojne je močno vplivalo aktivno sodelovanje kolonij, kar je pripomoglo tudi do ozemeljske širitve. Versajska mirovna pogodba je odvzela Nemčiji velike posesti v Evropi in v kolonijah. Od teh je Britanski imperij v obliki mandatov Društva narodov Združenemu kraljestvu prinesel Nemško vzhodno Afriko, Palestino, Transjordanijo, Irak, Novi Zelandiji Samoo in Avstraliji Novo Gvinejo z nekaterimi drugimi teritoriji, Južnoafriška zveza pa je dobila nadzor nad današnjo Namibijo. Tako je po koncu vojne Britanski imperij dosegel svoj največji obseg, saj je leta 1921 zajemal 458 milijonov ljudi in se je raztezal čez okoli 33 milijonov km². Združeno kraljestvo je po koncu vojne sicer ohranilo vsa svoja posestva, vendar je bilo v vojni finančno, industrijsko in vojaško močno izčrpano. 
V letu 1919 je po zmagi stranke Sinn Féin na Irskem prišlo do napadov Irske republikanske armade na britanske sile. S premirjem v letu 1921 je nastala Irska svobodna država, ki je kasneje postala Irska kot svobodna država.
Leta 1922 je tudi Egipt dosegel neodvisnost, vendar je sueški prekop v skladu s sporazumom ostal pod nadzorom Britancev. Leta 1932 se je osamosvojil Irak, v Palestini pa so se pričele napetosti med Arabci in vse bolj številnimi Judi, zaradi česar so Britanci judovsko priseljevanje omejili, to pa je povzročilo začetek judovsega odpora.
Na začetku druge svetovne vojne je Združeno kraljestvo napovedalo vojno Nemčiji, kar je avtomatsko vključilo v vojno Indijo in kronske kolonije, ne pa tudi dominionov Britanskega imperija. Ti so kljub temu kasneje napovedali vojno Nemčiji, Irska pa se je odločila ostati nevtralna. Združeno kraljestvo in ZDA sta podpisala tudi atlantsko listino, kar pa ni potegnilo ZDA v vojno. V listini je bila med drugim omenjena nenatančno določena pravica držav po izbiri lastne oblike vladavine, kar je kasneje močno vplivalo na okrepitev teženj po osamosvojitvi kolonij.
Leta 1941 so britanske kolonije v Jugovzhodni Aziji brez večjih težav zasedli Japonci, kar je za Britance pomenilo hud padec ugleda. Sledili so razni japonski napadi, med drugim na Pearl Harbor, ki je bil povod za vstop Američanov v vojno. Predsednik Winston Churchill je zatrdil, da je ameriški poseg v vojno zagotovilo britanske zmage, vendar je prav očitna nezadostnost njegove vojske dokončno spodkopala sloves imperija. Po padcu Singapurja sta Avstralija in Nova Zelandija pod grožnjo japonske invazije navezali tesnejše stike z ZDA. 
Britanski imperij je vojno končal na strani zmagovalcev, vendar je bil gospodarsko močno izčrpan, njegov vpliv na politiko odvisnih ozemelj je upadel, primat v svetovni politiki pa sta pričeli dobivati ZDA in Sovjetska zveza.

## Osamosvojitev kolonij

### Začetna dekolonializacija
Že z ustanovitvijo dominionov leta 1907 je bilo odločeno, da Kanada, Avstralija, Nova Zelandija,  Nova Fundlandija, pozneje še Južna Afrika in Svobodna irska država postanejo samostojne države znotraj britanskega imperija, kar je pomenilo, da so lahko oblikovale svoje zakone in vodile neodvisno notranjo in zunanjo politiko. Z osamosvojitvijo Irske, Egipta in Iraka se je pričel proces osamosvojitve britanskih ozemelj.
Takoj po koncu druge svetovne vojne je bil britanski imperij sicer zmagovalec, vendar je bil na robu bankrota, česar ga je rešilo ameriško posojilo v višini 3,75 milijarde dolarjev (zadnji obrok je bil odplačan šele leta 2006). ZDA so sicer podpirale konec kolonializma, vendar so podpirale ohranitev britanskega imperija z namenom preprečitve širjenja komunističnega vpliva.  
Leta 1931 je bila z vestminstrskim statutom predvidena britanska Skupnost narodov (Commonwealth of Nations), ki je bila formalno ustanovljena z Londonsko deklaracijo leta 1949.
Kmalu po koncu vojne se je pričel proces osamosvojitve Indije, ki se je zaradi dolgoletnih nesoglasij med hindujci in muslimani razdelila na Indijo in Pakistan, zaradi nasilja pa je življenje izgubilo več sto tisoč ljudi. V Palestini so nerešljivost spora med Judi in Arabci, judovski odpor in vse dražje vzdrževanje vojaške prisotnosti Britance prisilili v umik, reševanje problema sobivanja Judov in Arabcev pa so prenesli na ZN, ki so izvedli delitev na judovsko in arabsko državo.
Po porazu Japonske so se proti Britancem obrnili tudi protijaponski uporniki v Malaji. Ker je bila Malaja za Britance pomemben vir kavčuka in kositra, so Britanci vojaško posredovali in v sodelovanju z muslimanskim prebivalstvom začeli z bojem proti upornikom, ki so bili večinoma komunizmu naklonjeni Kitajci. Konflikt, ki je trajal do leta 1960, je prinesel ustanovitev Malajske federacije znotraj Skupnosti narodov, ki se je leta 1963 preoblikovala v Malezijo.
Leta 1956 je egiptovski predsednik Naser nacionaliziral in delno zasedel sueški prekop. V odgovor so Britanci skupaj s Francozi in Izraelci začeli vojaško posredovanje proti Egiptu. Kljub vojaškemu uspehu je Britance politični pritisk ZDA in ZN prisilil k umiku, kar je dokončno potrdilo konec statusa Britanije kot svetovne velesile.

### Dekolonializacija Afrike, Azije in karibskih držav
V 60. letih 20. stoletja se je pričelo tudi osamosvajanje afriških kolonij. S tem so se Britanci želeli izogniti dragim in neuspešnim vojnam, ki sta jih po drugi svetovni vojni izvajali Francija in Portugalska v poskusu ohranitve svojih kolonij. Do leta 1968 se je tako osamosvojila večina britanskih kolonij v Afriki. Seveda pa ta proces ni bil popolnoma miren. V Keniji je pred osamosvojitvijo prišlo do osemletnega odpora gibanja Mau Mau. Zadnja afriška kolonija je bila Južna Rodezija, ki so jo Britanci zapustili šele leta 1980 po koncu državljanske vojne med vladajočo belsko manjšino in črnsko večino, ko je bil ustanovljen Zimbabve.
Na Cipru je leta 1959 prišlo do odpora ciprskih Grkov proti britanski vladavini, Ciper je zato dobil neodvisnost leta 1960, pri čemer so Britanci obdržali ozemlje vojaških baz Akrotiri in Dhekelia.
Po umiku vojske po suški krizi so Britanci vojaško posredovali še v Omanu (1957), Jordaniji (1958) in Kuvajtu (1961), vendar s soglasjem ZDA. Leta 1968 so Britanci obljubili umik vseh sil, ki so bile nameščene vzhodno od sueškega prekopa do leta 1971. V tem času je imperij na Daljnjem vzhodu še vedno imel 50000 vojakov, od tega kar 30000 v Singapurju. Leta 1965 so se osamosvojili Maldivi, britanski umik iz Adena v Južnem Jemnu se je zgodil leta 1967, v letu 1971 so se osamosvojili Katar, Bahrain in Združeni arabski emirati. 
Karibske države so se osamosvojile po letu 1962, ko sta se osamosvojili Jamajka in Trinidad in Tobago. Barbados se je osamosvojil leta 1966, vendar je priznaval oblast britanske monarhije, ostale države so se osamosvojile med leti 1970 in 1981, ko se je osamosvojil Belize.

V tem času so se osamosvojile še države v pacifiškem območju, zadnji se je osamosvojil vanuatu v letu 1980. Večina teh držav se je odločila ostati del Skupnosti narodov.

## Konec britanskega imperija
Do začetka 80. let 20. stoletja je bila dekolonializacija večinoma končana. Z vojaškim posredovanjem v falklandski vojni je Britanija pokazala pripravljenost braniti zadnja prekomorska ozemlja, kar ji je nekoliko povrnilo omajan ugled zaradi odhoda kolonij.
V tem času so Kanada, Avstralija in Nova Zelandija sprejele nove ustave, ki so prekinile britanski vpliv na njihova ključna ustavna določila. Leta 1984 se je po dolgotranjem odlašanju sultana osamosvojil tudi Brunej.
Margaret Thatcher je leta 1982 začela pogovore s Kitajsko o prihodnjem statusu Hongkonga, katerega del je bil s pogodbo v letu 1898 dan Britancem v brezplačen najem za 99 let. Leta 1997 je Hongkong postal posebno upravno območje LR Kitajske, kar mnogi smatrajo kot konec britanskega imperija.

## Danes
Imperij je pustil močan vpliv po vsem svetu, predvsem na področju ekonomije, prava, politike, športa; poleg tega je uveljavil angleščino kot linguo franco.
V pravnem pogledu so ostanki Britanskega imperija še nekatera otoška ozemlja, ki so ostala pod britansko oblastjo. Imajo sicer lastno samostojno vlado, vendar priznavajo britanskega kralja za svojega vladarja. Od vseh prekomorskih ozemelj samo tri so dejansko neobljudena, saj na njih bivajo izključno raziskovalci in upravno osebje (Britansko antarktično ozemlje ter Južna Georgija in Južni Sandwichevi otoki) oziroma vojaška postojanka (Britansko ozemlje v Indijskem oceanu).
Seznam britanskih prekomorskih ozemelj:
- Akrotiri in Dhekelia (Ciper)
- Angvila (Karibi)
- Bermudi (Atlantski ocean)
- Britanski Deviški otoki (Karibi)
- Britansko antarktično ozemlje (Antarktika)
- Britansko ozemlje v Indijskem oceanu (Indijski ocean)
- Falklandski otoki (Atlantski ocean)
- Gibraltar (Iberski polotok)
- Južna Georgija in Južni Sandwichevi otoki (Atlantski ocean)
- Kajmanji otoki (Karibi)
- Monserat (Karibi)
- Pitcairnovi otoki (Tihi ocean)
- Sveta Helena, Ascension in Tristan da Cunha (Atlantski ocean)
- Otoki Turks in Caicos (Karibi)